# 颗粒机

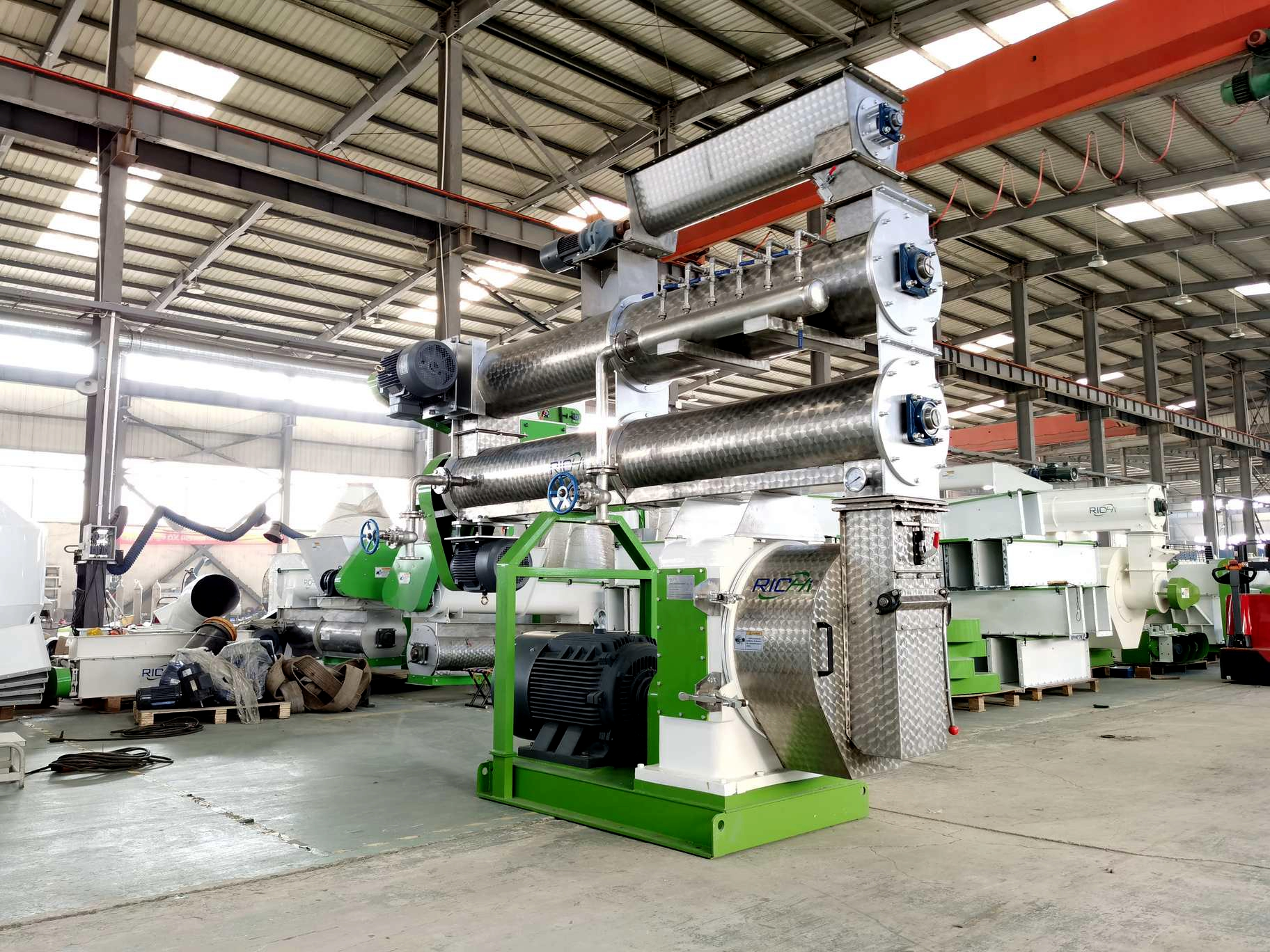
两层调制器的环模颗粒机

颗粒机是一种将粉末材料制造成为颗粒的机器。颗粒机和粉碎机不同，颗粒机是将比较小的粉末材料压制成为质量大小均匀的颗粒，而粉碎机是将比较大的材料粉碎为小材料。

## 类型
颗粒机有很多種类型，一般情况下分为大小两种类型。另外，根据生产能力的不同，也分为平模颗粒机和环模颗粒机。

### 大型颗粒机

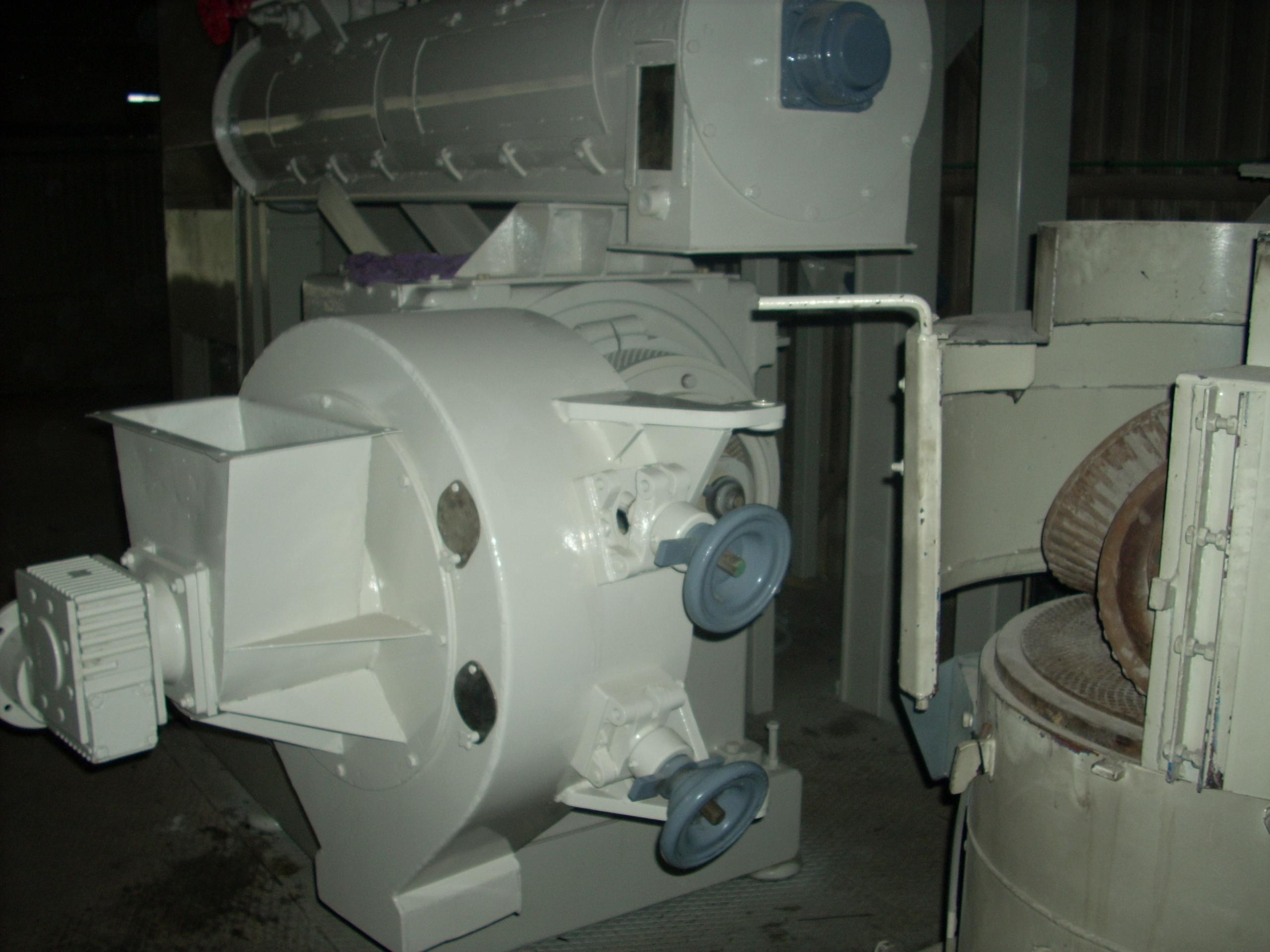
环模颗粒机

对于大型颗粒机而言，分为两种：平模颗粒机和环模颗粒机。平模颗粒机通过将原材料粉末从顶部引入模具内部，当模具旋转时，压辊将这些粉末压入模具中的孔中，在模具另外一侧的切刀将挤压出来的材料切成长度均匀的颗粒。在环模颗粒机中，原材料粉末进入制粒室内部，被均匀填充，然后压辊挤压粉末通过模孔，然后切刀将被挤压过的原材料切成均匀的颗粒。
大型颗粒机通常用于生产动物饲料，木屑颗粒，和用于颗粒炉的颗粒燃料。

### 小型颗粒机

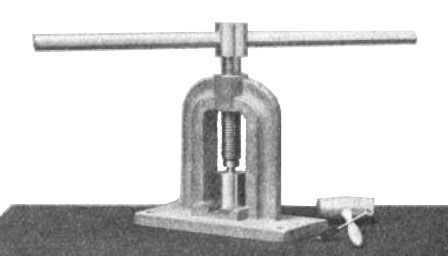
螺旋式颗粒机

小型颗粒机通常是螺旋压力机和液压机的变体。 这两种类型使用同样的基础工艺。未被压缩的粉末进入模具的模孔之中，模孔的形状决定了最终颗粒的形状。一个连接到螺杆（在螺旋压力机中）或者柱塞（在液压机中）的末端的压板压缩这些粉末。
一些压板被加热，以加快所需时间并改善颗粒的整体结构。也有可能有水口，以便在两次使用之间快速冷却。

## 应用领域

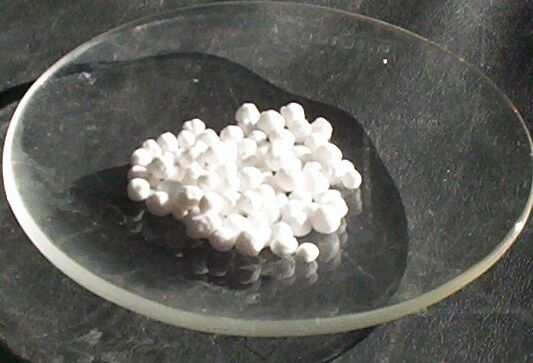
溴化钾颗粒

其中一个更常见的应用就是生产用于红外光谱学的KBr（溴化钾）颗粒。
动物饲料颗粒通常是干粉状原材料的混合物，比如面粉，木屑，或者草，以及湿料，比如糖蜜或者蒸汽。 用于颗粒机的原材料在制粒室的极端高温和高压下有时会分解，然后重新聚合。